# XNOR-poort
De XNOR-poort (Nederlands: EXNOF-poort of exclusieve NOF-poort) is een digitale elektronische schakeling. De poort bezit twee of meer ingangen en 1 uitgang. De logische toestand van de uitgang is uitsluitend 0, als precies één ingang 1 is.
De bepaling exclusief heeft betrekking op het wederzijds uitsluitende karakter van de ingangen voor de functie.

## Booleaanseoverdrachtsfuncties
Voor twee ingangen: {\displaystyle Q=P_{1}\cdot P_{2}+{\overline {P_{1}}}\cdot {\overline {P_{2}}}} ofwel: {\displaystyle Q=(P_{1}+{\overline {P_{2}}})\cdot ({\overline {P_{1}}}+P_{2})} ofwel: {\displaystyle Q={\overline {P_{1}\oplus P_{2}}}}
Voor 3 of meer ingangen:
 {\displaystyle Q={\overline {P_{1}\cdot {\overline {P_{2}}}\cdot ...\cdot {\overline {P_{n}}}+{\overline {P_{1}}}\cdot P_{2}\cdot ...\cdot {\overline {P_{n}}}+.......+{\overline {P_{1}}}\cdot {\overline {P_{2}}}\cdot ...\cdot P_{n}}}}
Maar ook:
{\displaystyle Q=({\overline {P_{1}}}+P_{2}+...+P_{n})\cdot (P_{1}+{\overline {P_{2}}}+...+P_{n})\cdot .......\cdot (P_{1}+P_{2}+...+{\overline {P_{n}}})}

## Waarheidstabel voor een poort met 2 ingangen
| Ingangen | Ingangen | Uitgang |
| P1       | P2       | Q       |
| -------- | -------- | ------- |
| 0        | 0        | 1       |
| 0        | 1        | 0       |
| 1        | 0        | 0       |
| 1        | 1        | 1       |

## Waarheidstabel voor een poort met 3 ingangen

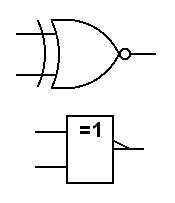
Amerikaans (boven) en IEC-symbool van een XNOR met twee ingangen

| Ingangen | Ingangen | Ingangen | Uitgang |
| P1       | P2       | P3       | Q       |
| -------- | -------- | -------- | ------- |
| 0        | 0        | 0        | 1       |
| 0        | 0        | 1        | 0       |
| 0        | 1        | 0        | 0       |
| 0        | 1        | 1        | 1       |
| 1        | 0        | 0        | 0       |
| 1        | 0        | 1        | 1       |
| 1        | 1        | 0        | 1       |
| 1        | 1        | 1        | 0       |

## Elektronische implementatie
XNOR-poorten worden, meestal in groepen of in combinatie met andere logische schakelingen, als geïntegreerde schakeling uitgevoerd. Meestal is het positieve logica; een logische 1 correspondeert met een hoge spanning. Het type 4077 uit de CMOS-serie 40xx is een voorbeeld van een viervoudige XNOR met elk twee ingangen.

## Uitvoering

### Uitvoering metrelais
In de schakeling met relais is de logische opbouw niet eenvoudig aan te wijzen. Elk relais bezit een wisselcontact. De stroomkring met de contacten is gesloten, wanneer beide relais of geen van beide bekrachtigd zijn. Positieve logica: 1 = stroomvoerend

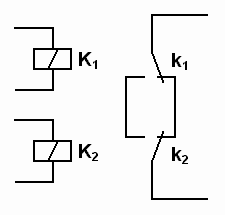
XNOR-poort met relais

### Uitvoering met transistoren
Een XNOR-poort wordt verkregen door combinatie van een XOR-poort met een NOT-poort.

## Verwarring
Soms wordt de term XNOR voor de EVEN-poort of even pariteits-controlepoort gebruikt. Van deze laatste is de uitgang echter 0, als een oneven aantal ingangen 1 is (de uitgang is 1 als een even aantal ingangen 1 is). Alleen voor zover beide typen twee ingangen bezitten, hebben ze dezelfde functionaliteit.